# Зайцев (Гордеевский район)
Зайцев — упразднённый в 2015 году посёлок в Гордеевском районе Брянской области, в составе Мирнинского сельского поселения. Располагался в 5 км к югу от села Кожаны. Постоянное население с 2007 года отсутствовало.

## История
Возник в 1920-е годы; до 2005 года входил в Кожановский сельсовет. В период временного расформирования Гордеевского района — в Клинцовском (1963—1966), Красногорском (1967—1985) районе.
Упразднён законом Брянской области от 28 сентября 2015 года № 74-З в связи с фактическим отсутствием жителей.
| Годы      | 1926 | 1979 | 1989 | 2002 | 2010 |
| --------- | ---- | ---- | ---- | ---- | ---- |
| Население | 135  | 97   | 58   | 10   | 0    |